# Humanz Tour
Humanz Tour foi uma turnê da banda virtual britânica Gorillaz, realizada em apoio ao seu quinto álbum de estúdio, Humanz.

## Produção
Descrita como "uma experiência interativa totalmente imersiva com o público" pelo líder do grupo, Damon Albarn, a Humanz Tour utilizou um grande telão atrás da banda para projetar vídeos musicais e visuais junto às músicas ao vivo, muito similar ao que já havia sido feito na turnê anterior da banda, Escape to Plastic Beach Tour. Os colaboradores de Humanz que não podiam se apresentar ao vivo nos shows foram representados em vídeos pré-gravados, uma técnica anteriormente utilizada em Demon Days Live. O set e a produção da turnê foram projetados pelo estúdio de design Block9, de Londres.

## Músicas tocadas
| Gorillaz - "Re-Hash" - "Tomorrow Comes Today" - "Clint Eastwood" - "Punk" - "19-2000" - "M1 A1" Demon Days - "Last Living Souls" - "Kids with Guns" - "O Green World" - "Dirty Harry" - "Feel Good Inc." - "El Mañana" - "Every Planet We Reach Is Dead" - "DARE" - "Don't Get Lost in Heaven" - "Demon Days" D-Sides - "Hong Kong" - "Spitting Out the Demons" Plastic Beach - "Rhinestone Eyes" - "Stylo" - "Superfast Jellyfish" - "Empire Ants" - "Some Kind of Nature" - "On Melancholy Hill" - "Broken" - "Sweepstakes" - "Plastic Beach" - "Cloud of Unknowing" | The Fall - "Revolving Doors" Humanz - "Ascension" - "Strobelite" - "Saturnz Barz" - "Momentz" - "Submission" - "Charger" - "Andromeda" - "Busted and Blue" - "Carnival" - "Let Me Out" - "Sex Murder Party" - "She's My Collar" - "We Got the Power" The Now Now - "Hollywood" - "Idaho" Faixas bônus ou sem álbum - "Garage Palace" - "Out of Body" - "Sleeping Powder" - "Ticker Tape" |

## Datas
| América do Norte       |                  |                        |                                |
| 8 de julho de 2017     | Chicago          | Estados Unidos         | Huntington Bank Pavilion       |
| 10 de julho de 2017    | Toronto          | Canadá                 | Air Canada Centre              |
| 12 de julho de 2017    | Boston           | Estados Unidos         | Blue Hills Bank Pavilion       |
| 13 de julho de 2017    | Filadélfia       | Estados Unidos         | Penn's Landing                 |
| 15 de julho de 2017    | Quebec           | Canadá                 | Planícies de Abraham           |
| 17 de julho de 2017    | Columbia         | Estados Unidos         | Merriweather Post Pavilion     |
| Ásia                   |                  |                        |                                |
| 28 de julho de 2017    | Yuzawa           | Japão                  | Naeba Ski Resort               |
| 30 de julho de 2017    | Icheon           | Coreia do Sul          | Jisan Forest Ski Resort        |
| América do Norte       |                  |                        |                                |
| 11 de agosto de 2017   | San Francisco    | Estados Unidos         | Golden Gate Park               |
| 16 de setembro de 2017 | Nova York        | Estados Unidos         | Citi Field                     |
| 18 de setembro de 2017 | Detroit          | Estados Unidos         | Fox Theatre                    |
| 20 de setembro de 2017 | Saint Paul       | Estados Unidos         | Roy Wilkins Auditorium         |
| 22 de setembro de 2017 | Kansas City      | Estados Unidos         | Sprint Center                  |
| 24 de setembro de 2017 | Las Vegas        | Estados Unidos         | Centro de Las Vegas            |
| 26 de setembro de 2017 | Denver           | Estados Unidos         | Red Rocks Amphitheatre         |
| 30 de setembro de 2017 | Seattle          | Estados Unidos         | KeyArena                       |
| 4 de outubro de 2017   | San Francisco    | Estados Unidos         | Bill Graham Civic Auditorium   |
| 5 de outubro de 2017   | Inglewood        | Estados Unidos         | The Forum                      |
| 8 de outubro de 2017   | Austin           | Estados Unidos         | Zilker Park                    |
| 11 de outubro de 2017  | Duluth           | Estados Unidos         | Infinite Energy Arena          |
| 13 de outubro de 2017  | Miami            | Estados Unidos         | Mana Wynwood Convention Center |
| 15 de outubro de 2017  | Austin           | Estados Unidos         | Zilker Park                    |
| Ásia                   |                  |                        |                                |
| 27 de outubro de 2017  | Dubai            | Emirados Árabes Unidos | Autism Rocks Arena             |
| Europa                 |                  |                        |                                |
| 1 de novembro de 2017  | Esch-sur-Alzette | Luxemburgo             | Rockhal                        |
| 2 de novembro de 2017  | Viena            | Áustria                | Wiener Stadthalle              |
| 4 de novembro de 2017  | Copenhague       | Dinamarca              | Royal Arena                    |
| 5 de novembro de 2017  | Oslo             | Noruega                | Oslo Spektrum                  |
| 6 de novembro de 2017  | Estocolmo        | Suécia                 | Hovet                          |
| 8 de novembro de 2017  | Zurique          | Suíça                  | Samsung Hall                   |
| 9 de novembro de 2017  | Genebra          | Suíça                  | SEG Geneva Arena               |
| 11 de novembro de 2017 | Munique          | Alemanha               | Zénith Münich                  |
| 13 de novembro de 2017 | Budapeste        | Hungria                | Budapest Sports Arena          |
| 14 de novembro de 2017 | Praga            | Chéquia                | O2 Arena                       |
| 17 de novembro de 2017 | Berlim           | Alemanha               | Max-Schmeling-Halle            |
| 18 de novembro de 2017 | Dusseldorf       | Alemanha               | Mitsubishi Electric Halle      |
| 19 de novembro de 2017 | Hamburgo         | Alemanha               | Alsterdorfer Sporthalle        |
| 21 de novembro de 2017 | Amsterdã         | Países Baixos          | Ziggo Dome                     |
| 22 de novembro de 2017 | Bruxelas         | Bélgica                | Forest National                |
| 24 de novembro de 2017 | Paris            | França                 | Zénith Paris                   |
| 25 de novembro de 2017 | Paris            | França                 | Zénith Paris                   |
| 27 de novembro de 2017 | Brighton         | Inglaterra             | Brighton Centre                |
| 29 de novembro de 2017 | Glasgow          | Escócia                | The SSE Hydro                  |
| 1 de dezembro de 2017  | Manchester       | Inglaterra             | Manchester Arena               |
| 2 de dezembro de 2017  | Birmingham       | Inglaterra             | Arena Birmingham               |
| 4 de dezembro de 2017  | Londres          | Inglaterra             | The O2 Arena                   |
| 5 de dezembro de 2017  | Londres          | Inglaterra             | The O2 Arena                   |
| América Latina         |                  |                        |                                |
| 13 de dezembro de 2017 | Montevidéu       | Uruguai                | Velódromo Municipal            |
| 16 de dezembro de 2017 | Buenos Aires     | Argentina              | Tecnópolis                     |
| 18 de março de 2018    | Cidade do México | México                 | Foro Sol                       |
| 20 de março de 2018    | Santiago         | Chile                  | Movistar Arena                 |
| 24 de março de 2018    | Bogotá           | Colômbia               | Parque Deportivo de Bogotá     |
| 27 de março de 2018    | Assunção         | Paraguai               | Espacio Idesa                  |
| 30 de março de 2018    | São Paulo        | Brasil                 | Jockey Club de São Paulo       |

## Pessoal

### Banda
- Damon Albarn - vocais principais, teclados, piano, guitarra acústica e elétrica, escaleta, keytar
- Mike Smith - teclados, backing vocals
- Jeff Wootton - guitarra principal
- Seye Adelekan - baixo, ukulele, violão, backing vocals
- Gabriel Wallace - bateria,  percussão
- Jesse Hackett - teclados
- Karl Vanden Bossche - bateria, percussão
- Angel Silvera - backing vocals
- Petra Luke - backing vocals, vocais em "DARE"
- Rebecca Freckleton - backing vocals, vocais em "DARE"
- Michelle Ndegwa - backing vocals, vocais em "Out of Body" e "Kids with Guns"
- Matthew Allen - backing vocals
- Marcus Anthony Johnson - backing vocals (somente datas selecionadas)
- Adeleye Omotayo - backing vocals (somente datas selecionadas)
- Demon Strings - Cordas (apenas nos shows em Birmingham e Londres)

### Convidados e músicos adicionais
- Jamie Principle - vocais em "Sex Murder Party" e "Hollywood" (somente datas selecionadas)
- Peven Everett - vocais em "Strobelite" e "Stylo" (somente datas selecionadas)
- Vince Staples - rap em "Ascension" e "Clint Eastwood" (somente datas selecionadas)
- Zebra Katz - rap em "Sex Murder Party" e "Out of Body" (somente datas selecionadas)
- Kilo Kish - vocais em "19-2000" e "Out of Body" (somente datas selecionadas)
- Little Simz - rap em "Garage Palace", "We Got the Power" e "Clint Eastwood" (somente datas selecionadas)
- Anthony Hamilton - vocais em "Carnival" (apenas em Chicago e no primeiro show em San Francisco)
- Hypnotic Brass Ensemble - trompetes em "Broken" e "Sweepstakes" (apenas nos shows em Chicago e Londres)
- Pusha T - rap em "Let Me Out" (somente datas selecionadas)
- Del the Funky Homosapien - rap em "Clint Eastwood" (somente datas selecionadas)
- De La Soul - rap em "Momentz", "Superfast Jellyfish" e "Feel Good Inc." (somente datas selecionadas)
- Bootie Brown - rap em "Dirty Harry" e "Stylo" (somente datas selecionadas)
- Carly Simon - vocais em "Ticker Tape" (apenas em Boston)
- Kali Uchis - vocais em "She's My Collar" (apenas datas selecionadas)
- Kelela - vocais em "Busted and Blue" e "Submission" (apenas em Quebec)
- Danny Brown - rap em "Submission" (somente datas selecionadas)
- Yukimi Nagano - vocais em "Empire Ants" (apenas no primeiro show em San Francisco)
- D.R.A.M. - vocais em "Andromeda" e "We Got the Power" (apenas datas selecionadas)
- Jehnny Beth - vocais em "We Got the Power" (somente datas selecionadas)
- Mos Def - rap em "Stylo" e "Sweepstakes" (apenas nos shows em Nova York e Londres)
- Eslam Jawaad - rap em "Clint Eastwood" (apenas em Dubai)
- Malikah Lynn - rap em "Clint Eastwood" (apenas em Dubai)
- Faia Younan - vocais em "Busted and Blue" (apenas em Dubai)
- Popcaan - rap em "Saturnz Barz" (apenas nos shows em Paris)
- Pauline Black - vocais em "Charger" - Versão alternativa (somente datas selecionadas)
- Gruff Rhys - vocais e guitarra em "Superfast Jellyfish" (apenas nos shows em Londres)
- Noel Gallagher - vocais e guitarra em "We Got the Power" (apenas nos shows em Londres)
- Graham Coxon - guitarra em "We Got the Power" (apenas nos shows em Londres)
- Roses Gabor - vocais em "DARE" (apenas nos shows em Londres)
- Shaun Ryder - vocais em "DARE" (apenas nos shows em Londres)